# Warri Wolves Football Club
Maillots
Warri Wolves FC est un club nigérian de football et basé à Warri, dans l'État du Delta.

## Histoire
Créé en 1998 sous le nom de Nigerian Port Authority FC (ou NPA FC), le club accède à la première division lors de la saison 2001, qu'il termine à la 2e place, ce qui lui permet d'obtenir son billet pour la Coupe de la CAF 2002 (il se fera éliminer dès le premier tour par les Maliens de Djoliba AC). L'euphorie est de courte durée puisqu'à l'issue de la saison 2002 terminée à la 15e place, le club est relégué en deuxième division. En 2003, le club déménage de Warri vers Lagos, la capitale du pays. Cependant, NPA remonte immédiatement en D1 en 2004, saison qu'il termine dans le ventre mou du classement. La saison suivante se termine à nouveau par une relégation en D2. 
NPA FC profite de sa relégation en deuxième division pour re-déménager le club de Lagos vers Warri et, en avril 2007, change également de nom, devenant Warri Wolves FC. Le club remonte à nouveau parmi l'élite nigériane à l'issue de la saison 2007-2008. Lors de la saison 2008-2009, la formation de Lagos marque les esprits en se classant quatrième, ce qui permet aux Wolves de participer la saison suivante à la Coupe de la confédération 2010. La campagne continentale est assez bonne avec une élimination en huitièmes de finale, face au club zimbabwéen de CAPS United. Ces bons résultats ne sont pas confirmés la saison suivante avec une 6e place mais la saison 2010-2011 voit Warri Wolves atteindre son meilleur classement avec une troisième place au classement final. Il pourra à nouveau participer à la Coupe de la confédération 2012.

## Palmarès
- Championnat du Nigeria de football
  - Vice-champion en 2001
- Coupe du Nigeria de football
  - Finaliste en 2013

## Joueurs notables
- Azubuike Egwuekwe
- Emmanuel Nosa Igiebor
- Anthony Ujah
- Ambruse Vanzekin
- Sunday Mba